# Tropidonophis parkeri
Espèce
Statut de conservation UICN

 LC  : Préoccupation mineure
Tropidonophis parkeri est une espèce de serpents de la famille des Natricidae. 

## Répartition
Cette espèce est endémique des Hautes-Terres orientales en Papouasie-Nouvelle-Guinée. Elle se rencontre entre 1 067 et 2 134 m d'altitude,.

## Étymologie
Cette espèce est nommée en l'honneur d'Hampton Wildman Parker.

## Publication originale
- Malnate & Underwood, 1988 : Australasian natricine snakes of the genus Tropidonophis. Proceedings of the Academy of Natural Sciences of Philadelphia, vol. 140, no 1, p. 59-201